# موزه صفوی بناب
موزه صفوی بناب (منزل سیف‌العلما) مربوط به اوایل دوره قاجار است و در بناب، خیابان مهرآباد واقع شده و این اثر در تاریخ ۱۰ مهر ۱۳۸۰ با شمارهٔ ثبت ۳۹۶۹ به‌عنوان یکی از آثار ملی ایران به ثبت رسیده است.